# Inmigración peruana en Brasil
La inmigración peruana en Brasil se refiere al movimiento migratorio desde Perú hacia Brasil. Actualmente se estima que residen más de 56 745 peruanos en Brasil.